# Арамина
Арамина (порт. Aramina)  —  муниципалитет в Бразилии, входит в штат Сан-Паулу. Составная часть мезорегиона Рибейран-Прету. Входит в экономико-статистический  микрорегион Итуверава. Население составляет 5280 человек на 2006 год. Занимает площадь 202,704 км². Плотность населения — 26,0 чел./км².

## Статистика
- Валовой внутренний продукт на 2003 составляет 56.956.610,00 реалов (данные: Бразильский институт географии и статистики).
- Валовой внутренний продукт на душу населения на 2003 составляет 11.294,19 реалов (данные: Бразильский институт географии и статистики).
- Индекс развития человеческого потенциала на 2000 составляет 0,794 (данные: Программа развития ООН).